# 伊格马斯农村居民点
伊格马斯农村居民点（俄语：Сельское поселение Игмасское）是俄罗斯联邦沃洛格达州纽克谢尼察区所属的一个农村居民点。其下辖有6个居民点，行政中心为伊格马斯。据2015年统计，该农村居民点的人口为646人。